# 聖查爾斯 (阿肯色州)
聖查爾斯（英語：St. Charles）是一個位於美國阿肯色州阿肯色縣的市鎮。根據2020年美國人口普查，該地人口為207人，而該地的面積約為2.30平方千米。圣查尔斯之战曾在该地发生。

## 地理
聖查爾斯的座標為34°22′27″N 91°08′12″W / 34.37417°N 91.13667°W，而該地的平均海拔高度為62米（即203英尺）。